# Сентрал (Јута)
Сентрал (енгл. Central) насељено је место без административног статуса у америчкој савезној држави Јута.

## Демографија
По попису из 2010. године број становника је 613.
| Група             | 2000.    | 2010.       |
| Белци             | 0 (0,0%) | 576 (94,0%) |
| Афроамериканци    | 0 (0,0%) | 0 (0,0%)    |
| Азијати           | 0 (0,0%) | 5 (0,8%)    |
| Хиспаноамериканци | 0 (0,0%) | 22 (3,6%)   |
| Укупно            | 0        | 613         |